# ATP Challenger Granby
Das ATP Challenger Granby (offizieller Name: Challenger Banque Nationale) ist ein seit 1993 jährlich stattfindendes Tennisturnier in Granby. Es ist Teil der ATP Challenger Tour und wird im Freien auf Hartplatz ausgetragen. Die ersten zwei Austragungen fanden noch in Montebello statt, eine Stadt, die etwa 200 km westlich von Granby entfernt liegt. 1996 fand bisher das einzige Mal keine Austragung statt. Frank Dancevic ist mit drei Siegen im Einzel der bisher erfolgreichste Spieler des Turniers. Im Doppel gelangen Philip Bester und Peter Polansky je drei Siege, somit sind sie die erfolgreichsten Spieler in der Doppelkonkurrenz.

## Liste der Sieger

### Einzel
| Austragungsort | Jahr                         | Sieger                 | Finalgegner        | Ergebnis          |
| Granby         |                              |                        |                    |                   |
| -------------- | ---------------------------- | ---------------------- | ------------------ | ----------------- |
| Granby         | 2025                         | August Holmgren        | Liam Draxl         | 6:3, 6:3          |
| Granby         | 2024                         | Bu Yunchaokete         | Térence Atmane     | 6:3, 6:77, 6:4    |
| Granby         | 2023                         | Alexis Galarneau       | Philip Sekulic     | 6:4, 3:6, 6:3     |
| Granby         | 2022                         | Gabriel Diallo         | Shang Juncheng     | 7:5, 7:65         |
| Granby         | 2020–2021: nicht ausgetragen |                        |                    |                   |
| Granby         | 2019                         | Ernesto Escobedo       | Yasutaka Uchiyama  | 7:65, 6:4         |
| Granby         | 2018                         | Peter Polansky         | Ugo Humbert        | 6:4, 1:6, 6:2     |
| Granby         | 2017                         | Blaž Kavčič            | Peter Polansky     | 6:3, 2:6, 7:5     |
| Granby         | 2016                         | Frances Tiafoe         | Marcelo Arévalo    | 6:1, 6:1          |
| Granby         | 2015                         | Vincent Millot         | Philip Bester      | 6:4, 6:4          |
| Granby         | 2014                         | Hiroki Moriya          | Fabrice Martin     | 7:5, 6:74, 6:3    |
| Granby         | 2013                         | Frank Dancevic (3)     | Lukáš Lacko        | 6:4, 6:74, 6:3    |
| Granby         | 2012                         | Vasek Pospisil         | Igor Sijsling      | 7:62, 6:4         |
| Granby         | 2011                         | Édouard Roger-Vasselin | Matthias Bachinger | 7:69, 4:6, 6:1    |
| Granby         | 2010                         | Tobias Kamke           | Milos Raonic       | 6:3, 7:64         |
| Granby         | 2009                         | Xavier Malisse         | Kevin Anderson     | 6:4, 6:4          |
| Granby         | 2008                         | Alex Bogdanovic        | Danai Udomchoke    | 7:614, 3:6, 7:66  |
| Granby         | 2007                         | Takao Suzuki (3)       | Lu Yen-hsun        | 6:4, 6:4          |
| Granby         | 2006                         | Frank Dancevic (2)     | Tobias Clemens     | 6:72, 7:66, 6:3   |
| Granby         | 2005                         | Danai Udomchoke        | Grégory Carraz     | 7:66, 2:6, 7:62   |
| Granby         | 2004                         | Michael Russell        | Davide Sanguinetti | 6:3, 6:2          |
| Granby         | 2003                         | Frank Dancevic (1)     | Eric Taino         | 7:610, 6:1        |
| Granby         | 2002                         | Peter Luczak           | Alex Bogomolow     | 6:3, 7:66         |
| Granby         | 2001                         | Axel Pretzsch          | Jeff Morrison      | 6:75, 6:3, 6:4    |
| Granby         | 2000                         | Takao Suzuki (2)       | Cecil Mamiit       | 6:4, 6:3          |
| Granby         | 1999                         | Petr Kralert           | Mark Knowles       | 6:4, 6:7, 7:6     |
| Granby         | 1998                         | Takao Suzuki (1)       | David Caldwell     | 7:6, 6:3          |
| Granby         | 1997                         | Wayne Black            | Cristiano Caratti  | 6:1, 6:2          |
| Granby         | 1996                         | nicht ausgetragen      | nicht ausgetragen  | nicht ausgetragen |
| Granby         | 1995                         | Robbie Weiss           | Sargis Sargsian    | 6:2, 6:2          |
| Montebello     | 1994                         | Sébastien Lareau       | Patrick Baur       | 7:6, 6:1          |
| Montebello     | 1993                         | Cristiano Caratti      | Steve Bryan        | 4:6, 7:5, 6:3     |

### Doppel
| Austragungsort | Jahr                         | Sieger                                | Finalgegner                           | Ergebnis           |
| Granby         |                              |                                       |                                       |                    |
| -------------- | ---------------------------- | ------------------------------------- | ------------------------------------- | ------------------ |
| Granby         | 2025                         | Finn Reynolds James Watt              | Kody Pearson Yūta Shimizu             | 6:3, 6:4           |
| Granby         | 2024                         | Andrés Andrade Mac Kiger              | Justin Boulais Joshua Lapadat         | 3:6, 6:3, [10:2]   |
| Granby         | 2023                         | Christian Harrison Miķelis Lībietis   | Tristan Schoolkate Adam Walton        | 6:4, 6:3           |
| Granby         | 2022                         | Julian Cash Henry Patten              | Jonathan Eysseric Artem Sitak         | 6:3, 6:2           |
| Granby         | 2020–2021: nicht ausgetragen |                                       |                                       |                    |
| Granby         | 2019                         | André Göransson Sem Verbeek           | Li Zhe Hugo Nys                       | 6:2, 6:4           |
| Granby         | 2018                         | Alex Lawson Li Zhe                    | JC Aragone Liam Broady                | 7:62, 6:3          |
| Granby         | 2017                         | Joe Salisbury Jackson Withrow         | Marcel Felder Gō Soeda                | 4:6, 6:3, [10:6]   |
| Granby         | 2016                         | Guilherme Clezar Alejandro González   | Saketh Myneni Sanam Singh             | 3:6, 6:1, [12:10]  |
| Granby         | 2015                         | Philip Bester (3) Peter Polansky (3)  | Enzo Couacaud Luke Saville            | 6:75, 7:62, [10:7] |
| Granby         | 2014                         | Marcus Daniell Artem Sitak            | Jordan Kerr Fabrice Martin            | 7:65, 5:7, [10:5]  |
| Granby         | 2013                         | Érik Chvojka Peter Polansky (2)       | Adam El Mihdawy Ante Pavić            | 6:4, 6:3           |
| Granby         | 2012                         | Philip Bester (2) Vasek Pospisil      | Yūichi Itō Takuto Niki                | 6:1, 6:2           |
| Granby         | 2011                         | Karol Beck Édouard Roger-Vasselin     | Matthias Bachinger Frank Moser        | 6:1, 6:3           |
| Granby         | 2010                         | Frederik Nielsen Joseph Sirianni      | Sanchai Ratiwatana Sonchat Ratiwatana | 4:6, 6:4, [10:6]   |
| Granby         | 2009                         | Colin Fleming Ken Skupski             | Amir Hadad Harel Levy                 | 6:3, 7:66          |
| Granby         | 2008                         | Philip Bester (1) Peter Polansky (1)  | Alberto Francis Nicholas Monroe       | 2:6, 6:1, 10:5     |
| Granby         | 2007                         | Sanchai Ratiwatana Sonchat Ratiwatana | Satoshi Iwabuchi Philip Stolt         | 6:2, 7:64          |
| Granby         | 2006                         | Alessandro Gravina Gary Lugassy       | Lu Yen-hsun Frank Moser               | 6:2, 7:62          |
| Granby         | 2005                         | Johan Landsberg Lu Yen-hsun (2)       | Philip Bester Frank Dancevic          | 4:6, 7:65, 7:5     |
| Granby         | 2004                         | Brian Baker Frank Dancevic            | Harel Levy Davide Sanguinetti         | 6:2, 7:65          |
| Granby         | 2003                         | Lu Yen-hsun (1) Danai Udomchoke       | Josh Goffi Ryan Sachire               | 6:74, 6:4, 7:60    |
| Granby         | 2002                         | Noam Behr Michael Joyce               | Thomas Dupré Simon Larose             | 6:0, 6:3           |
| Granby         | 2001                         | Bobby Kokavec Jeff Morrison           | Brandon Hawk Robert Kendrick          | 6:4, 6:4           |
| Granby         | 2000                         | Lee Hyung-taik Yoon Yong-il           | Frédéric Niemeyer Jerry Turek         | 7:63, 6:3          |
| Granby         | 1999                         | Kevin Kim Jimy Szymanski              | Harel Levy Lior Mor                   | 4:6, 6:1, 6:4      |
| Granby         | 1998                         | Gōichi Motomura Takao Suzuki          | Bobby Kokavec Frédéric Niemeyer       | 7:6, 6:1           |
| Granby         | 1997                         | Grant Doyle Mark Merklein             | Eyal Erlich Lorenzo Manta             | 7:5, 6:3           |
| Granby         | 1996                         | nicht ausgetragen                     | nicht ausgetragen                     | nicht ausgetragen  |
| Granby         | 1995                         | Brian MacPhie Sandon Stolle           | Mark Knowles Daniel Nestor            | kampflos           |
| Montebello     | 1994                         | Sébastien Lareau Sébastien Leblanc    | Sergio Gómez Barrio Brian Gyetko      | 6:2, 6:3           |
| Montebello     | 1993                         | David Di Lucia Doug Flach             | Lan Bale Maurice Ruah                 | 6:3, 6:2           |